# Augusta (Kentucky)
Augusta è un comune degli Stati Uniti d'America, situato nello Stato del Kentucky, nella Contea di Bracken.